# Peer Frenzke
Peer Frenzke (* 1964 in Frankfurt am Main) ist ein deutscher Gitarrist, Musikproduzent, Komponist, Lehrer und Autor. Er war neun Jahre Gitarrist und Songwriter der Ian-Cussick-Band.

## Werdegang
Frenzke wuchs in Freiburg im Breisgau auf und begann mit 13 Jahren, Gitarre zu spielen. Vor seiner Karriere als Profigitarrist studierte er an der Universität Oldenburg Musikpädagogik. Er besitzt ein eigenes Studio, das „Petersbergstudio“, und ist Vater zweier Kinder. Vor einiger Zeit wurde er auf der lg-szene-website als Gitarrenkönig gekürt.
Anfangs spielte er in verschiedenen Top-40-, Blues-Rock-, Soul-Funk-, Country- und Big Bands mit vielen nationalen und internationalen Konzerten sowie TV- und Rundfunkauftritten.
Ende der 1990er ergab sich die Zusammenarbeit mit dem Sänger und Komponisten Ian Cussick. Sie arbeiteten zunächst im Studio und dann schließlich in der Ian-Cussick-Band neun Jahre zusammen. In dieser Zeit komponierte Frenzke auch viele Songs zusammen mit Cussick.
Frenzke ist der Regisseur der „LZ 1st Class Session“; dort werden jeden Monat Veranstaltungen in Lüneburger, Uelzener, Hamburger und Gifhorner Clubs gegeben. Die 1st Class Session arbeitet mit immer wieder neuen Bands aus Topmusikern.
Bei der 1st Class Session arbeitete Peer Frenzke mit Künstlern wie Bobby Kimball, Carl Verheyen, Achim Degen, Max Mutzke, Gregor Meyle, Ingo Pohlmann, Johannes Oerding,  Alex Auer, Alexander Klaws, Andrew Roachford, Ania Jools, Cosmo Klein, Dirk Erchinger, Edo Zanki, Emma Lanford, Gregor Hilden, Julia Neigel, Karl Frierson, Kosho, TM Stevens, Tobias Regner, Schné, Thomas Blug, Tiffany Kirkland, Raoul Walton, Ralf Gustke, Ron Williams, Samy Jones, Mike Leon Grosch, Bo Heart, Stefan Stoppok, Jenniffer Kae, Frank Itt, Athanasios „ZACKY“ Tsoukas, Cassandra Steen und vielen mehr.
Abgesehen von seiner Karriere als Profigitarrist, ist er außerdem Förderschullehrer mit dem Schwerpunkt Musikunterricht im Rock-Pop-Bereich an der Oberschule in Uelzen, Fachseminarleiter Musik am Studienseminar für Sonderpädagogik in Lüneburg, Mitglied des Runden Tisches zum Popmeeting in Niedersachsen, war Mitglied der Kommission im MK zur Entwicklung der Leitlinien für Bachelor- und Masterstudiengänge Musik und ist Mitglied der Kerncurriculumkommission Musik im MK und erarbeitete mit den beiden Mitautoren Robert Hinz und Remmer Kruse das Buch/Konzept „Band ohne Noten“, das Grundlage eines Projektes mit Musikschulen bildet.
Seit dem Wintersemester 2014 / 2015: Lehrbeauftragter an der Leuphana Universität Lüneburg für Klassenmusizieren Rock-Pop, Band Coaching und Betreuung der Praxisphase im Rahmen von GHR 300.
Seit 2022 wissenschaftlicher Mitarbeiter am Institut für Musik und ihre Vermittlung an der TU Braunschweig.